# Caupo di Turaida
Caupo di Turaida, o Kaupo (... – dintorni di Viljandi, 21 settembre 1217), fu a capo dei livoni di lingua finnica all'inizio del XIII secolo, in un'area che oggi è identificabile con parte della Lettonia ed Estonia.
Da taluni indicato col titolo di 'Re di Livonia', nella sua cronaca Enrico di Livonia lo definisce quasi rex, 'governante paragonabile a un re'.

## Biografia
Fu il primo livone di spicco a convertirsi al cristianesimo. Fu verosimilmente battezzato intorno al 1191 da un sacerdote di nome Teoderico. Divenne, secondo Enrico di Livonia, un fervente cristiano e amico di Alberto di Buxhoeveden, vescovo di Riga, che lo portò con sé a Roma tra il 1203 e il 1204, facendolo incontrare con Papa Innocenzo III. Il Papà fu impressionato positivamente dall'ex pagano e decise di regalargli una Bibbia. Di ritorno dal viaggio, la sua comunità gli volto le spalle e lo attaccò: Caupo aiutò i cristiani a distruggere il suo stesso castello a Turaida nel 1212. La fortezza fu riedificata due anni più tardi in pietra ed è ancora oggi visitabile.
Caupo partecipò alla crociata contro i pagani che popolavano l'Estonia e fu ucciso nella battaglia del giorno di San Matteo nel 1217, mentre fronteggiava le truppe del comandante estone Lembitu di Lehola. Non gli succedettero figli, in quanto l'unico maschio di cui era genitore morì nel 1210 durante la battaglia di Ümera, sempre contro gli estoni. Lasciò i suoi beni in eredità alla Chiesa, ma qualche decennio più tardi la famiglia Lieven ne contestò il possesso, in quanto questo si riteneva discendente da una parente (non meglio precisata) di Kaupo.

## Giudizio storiografico
Gli estoni, i lettoni e i livoni, discendenti da quelli che popolavano la regione nel XII secolo, non hanno oggi un'opinione univoca sul ruolo storico di Caupo. Alcuni lo considerano un traditore e un doppiogiochista. Altri lo considerano un leader visionario che voleva la sua popolazione abbracciasse la cultura europea e cristiana. Entrambi tali filoni trovano ragion d'essere nelle interpretazioni costituitesi nel XIX secolo, quando sulla scia di sentimenti patriottici gli scrittori locali cercavano una figura storica su cui appigliarsi in epoca medievale al fine di esaltare l'identità nazionale. Se si sta però a quanto narrano i racconti e le leggende lettoni, non emergono dubbi: di Kaupo si parla definendolo "il maledetto, il flagello dei livi, colui che vendette la sua anima ai vescovi stranieri."